# آی‌بی‌ام
شرکت بین‌المللی دستگاه‌های کسب‌وکار (انگلیسی: International Business Machines Corporation) به اختصار آی‌بی‌اِم (IBM) که همچنین با نام آبی بزرگ (به انگلیسی: Big Blue) هم شناخته می‌شود، یک شرکت فناوری چندملیتی آمریکایی است که در آرمونک، نیویورک قرار دارد. این ابرشرکت، تولیدکننده، فناور و فروشنده تجهیزات اداری، نرم‌افزار و سخت‌افزار، همچنین ارائه‌دهنده خدماتی چون زیرساخت، میزبانی وب، فناوری نانو و رایانه بزرگ است.
آی‌بی‌ام در سال ۱۹۱۱ با ادغام شرکت آمریکایی سنجش رایانه‌ای (به انگلیسی: Computer Scale Company)، شرکت بین‌المللی ثبت زمان (به انگلیسی: Time Recording Company) و شرکت ماشین‌های جدول‌بندی (به انگلیسی: Tabulating Machine Company) با عنوان شرکت محاسبه، جدول‌بندی، ضبط (به انگلیسی: Computing Tabulating Recording Corporation) آغاز به کار کرد.
خط تولید این شرکت شامل خط تولید رایانه‌های بزرگ مدل S/۳۹۰ (رایانه‌های سری z)، سامانه‌های تجاری midrage مدل AS/۴۰۰ (رایانه‌های سری i)، سرورهای و ایستگاه‌های کاری مدل RS/۶۰۰۰ (رایانه‌های سری p)، سرورهای براساس اینتل (رایانه‌های سری x) می‌شود.
آی‌بی‌ام ۱۲ لابراتوار پژوهشی در ایالت‌ها و کشورهای مختلف جهان دارد که شامل آستین، تگزاس، اسرائیل، استرالیا، ایرلند، برزیل، نایروبی، درهٔ المادن، کالیفرنیا، هند، چین، سوئیس، ژاپن و مرکز پژوهش توماس جی. واتسون که متشکل از سه واحد مختلف است، لابراتوار اصلی و یک ساختمان در دو شهرستان مختلف در نیویورک و دفاتر در کمبریج، ماساچوست. ای‌بی‌ام در ایران نیز شعبه داشته‌است که پس از وقایع انقلاب ۱۳۵۷، دولتی و به شرکت داده پردازی ایران تغییر نام پیدا می‌کند و شرکت ای‌بی‌ام پس از دو دهه فعالیت خود را در ایران متوقف کرد.
کارکنان آی‌بی‌ام موفق به دریافت پنج جایزه نوبل، شش جایزه تورینگ، ۱۰ مدال ملی فناوری و نوآوری و پنج نشان ملی علوم شده‌اند.

## تاریخچه
این شرکت رسماً کار خود را در سال ۱۹۱۱ با نام Computing-Tabulating-Recording Company در نیویورک آغاز کرد. CTR شرکتی ادغام شده از شرکت‌های Tabulating Machine Company (شرکت کارت‌های منگنه هال ریس)، International Time Recording Company (شرکت ساعت‌سازی)، Computing Scale Company (شرکت سازنده ترازو و وزنه) و Bundy Manufacturing (شرکت ساعت‌سازی) بود. CRT در آغاز کار خود دارای ۱۲۰۰ کارکن و سرمایه‌ای حدود ۱۷٫۵ میلیون دلار آمریکا بود. در سال ۱۹۱۴، توماس جی. واتسون-بزرگ به عنوان مدیرعامل این شرکت شناخته شد. واتسون در طول ۱۰ سال توانست تا تجارت کار جدول‌بندی (tabulating) و خدمات دیگر شرکت را قطع کرده و فعالیت شرکت را بر سرمایه‌گذاری بین‌المللی متمرکز کند و نام شرکت را در سال ۱۹۲۴ به آی‌بی‌ام تغییر دهد. از دهه ۱۹۲۰ تا ۱۹۶۰، آی‌بی‌ام شمار بسیاری از شرکت‌ها را مجبور کرد تا سامانه‌های اداری خود را به ماشین‌های دفتری/رایانهٔ تبدیل کنند. نخستین رایانه‌های تجاری این شرکت در سال ۱۹۵۳ با نام ۷۰۱ معرفی شدند، یک سال بعد نیز مدل جدیدتر این رایانه با نام ۶۵۰ عرضه شد. در اواخر دهه ۱۹۵۰، رایانه ۶۵۰ به‌عنوان پرمصرفترین رایانه در جهان شناخته شد درحالی که ۱۸۰۰ دستگاه از این رایانه‌ها در جهان عرضه شده بودند. در سال ۱۹۵۹، آی‌بی‌ام رایانه ۱۴۰۱ خود را معرفی کرد که این رایانه در دهه بعد یعنی دهه ۱۹۶۰، در حدود ۱۸۰۰۰ دستگاه به فروش رسید.

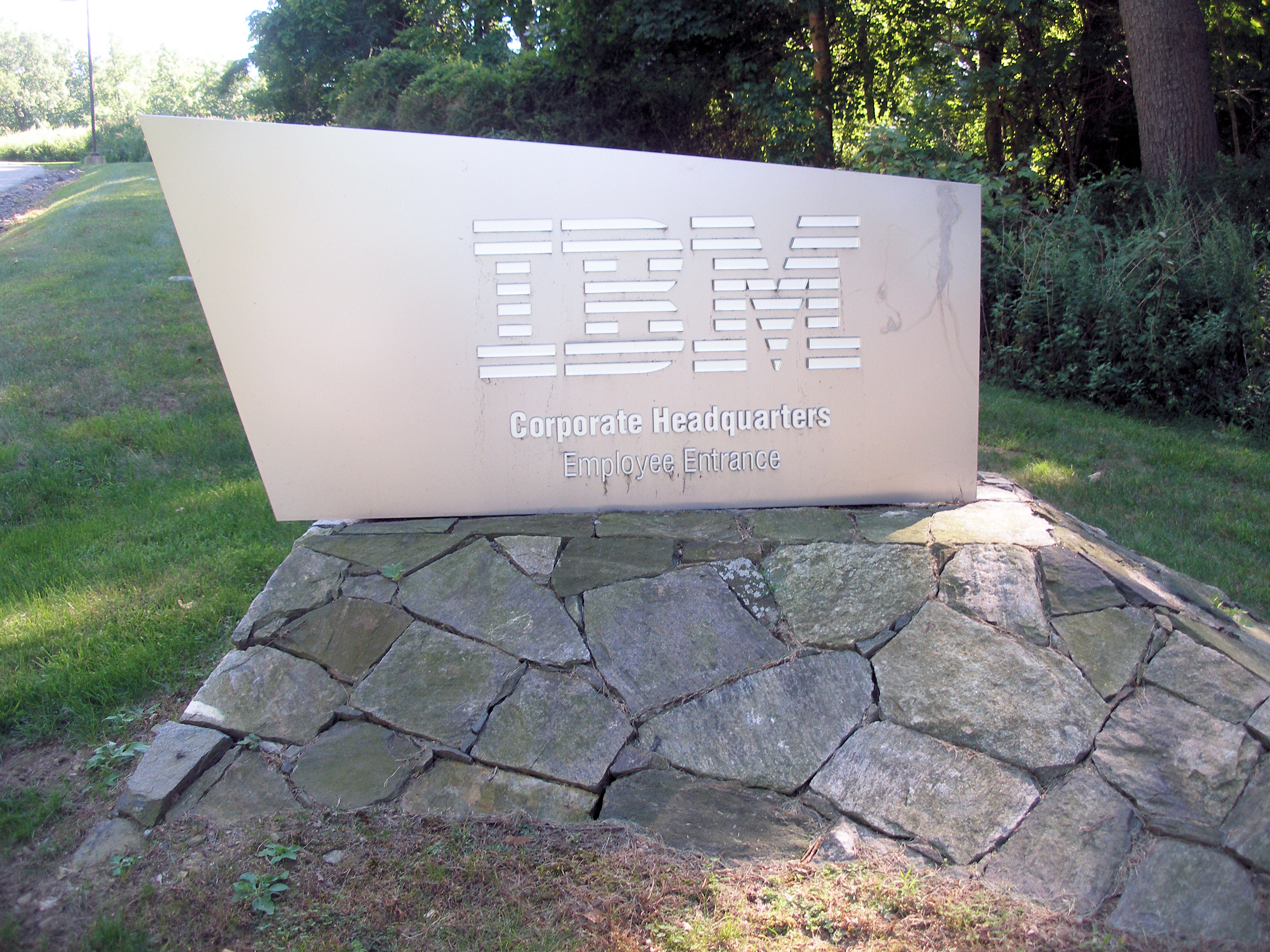
ورودی دفتر مرکزی IBM در آرمونک

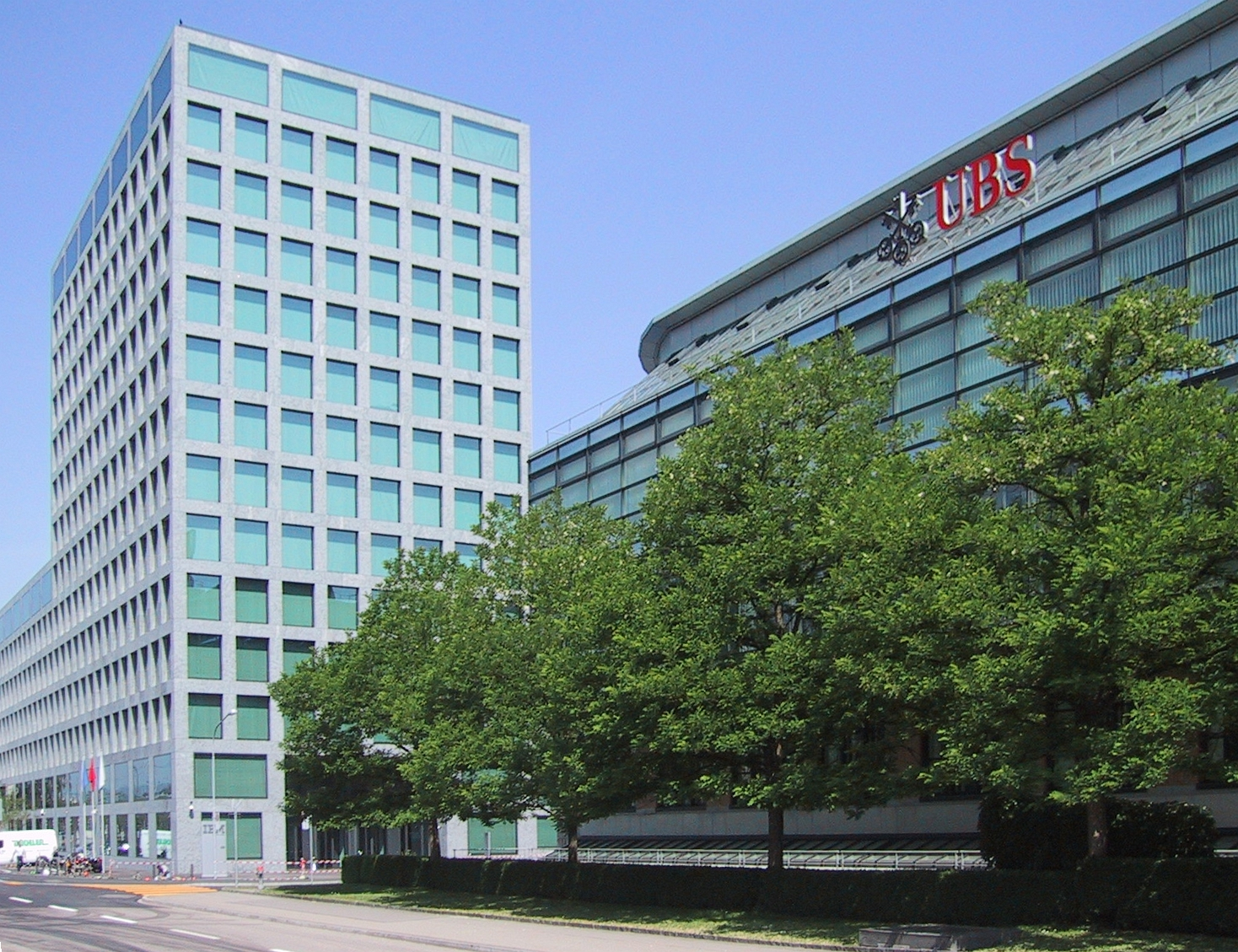
ساختمان آی‌بی‌ام (شعبه زوریخ)

در سال ۱۹۶۴، این شرکت رایانه System/۳۶۰ خود را معرفی کرد که این رایانه دارای خط تولید بسیار موفقی بود. در دهه ۱۹۷۰ و ۱۹۸۰، آی‌بی‌ام ریزرایانه‌های ناسازگار مختلفی را که شامل System/۳۶ و System/۳۸ بودند را عرضه کرد. در سال ۱۹۸۸، رایانه AS/۴۰۰ که رایانهٔ بسیار موفق بود از این شرکت معرفی شد. در سال ۱۹۸۱، این شرکت رایانه شخصی (PC) خود را معرفی کرد که این رایانه استانداردی برای رایانه‌های شخصی شناخته شد. خط تولید رایانه‌های شخصی آی‌بی‌ام نیز مانند تولیدات دیگر آن بسیار موفق بود. این خط تولید امروزه نیز با کارایی بالا به کار خود ادامه می‌دهد. آی‌بی‌ام برای رایانه‌های شخصی خود سیستم‌عامل OS/۲ را ارائه کرد. با آمدن ویندوز، این شرکت سیستم‌عامل خود را از بین نبرد بلکه هردو سیستم‌عامل را با سیستم‌های خود ارائه می‌کند. در سال ۱۹۹۱، آی‌بی‌ام با اپل و موتورولا همکاری را آغاز کرد تا تراشه PowerPC را ارائه دهد. سامانه‌های تحت PowerPC در سال ۱۹۹۵ معرفی شدند. آی‌بی‌ام تا به حال مقادیر بسیاری از ایستگاه‌های کاری، رایانه‌های بزرگ، ریزرایانه‌ها، افزار نشر رومیزی، رایانه‌های بغلی و بسیاری از فناوری‌های جانبی دیگر را ارائه کرده‌است.
امروزه سامانه‌های این شرکت به عنوان استانداردی برای سازندگان بزرگ جهانی شناخته می‌شوند. محصولات این شرکت نیز به‌عنوان محصولاتی با کیفیت بالا برای همه کاربران رایانه در جهان شناخته شده‌اند. آی‌بی‌ام می‌کوشد تا سامانه‌ها و فناوریهای خود را روزانه پیشرفت دهد و آن‌ها را به صنعت جهان ارائه دهد.
شعار معروف این شرکت: بیندیش!

## محصولات و پروژه‌ها
- بلو جین (Blue gene)
- رایانش خودمختار
- هوشمندی در کسب وکار[۷] و مدیریت عملکردهای مالی
- مدیریت داده‌ها
- انبارهای حجیم داده‌ها[۸] و مدل‌های صنعتی داده‌ها